# San'yō-Onoda, Yamaguchi
Sanyo-Onoda (山陽小野田市 (Sơn Dương Tiểu Dã Điền thị)) là một thành phố thuộc tỉnh Yamaguchi, Nhật Bản.